# Escola de Comando e Estado-Maior da Aeronáutica
A Escola de Comando e Estado-Maior da Aeronáutica (ECEMAR) é uma instituição de ensino superior militar da Força Aérea Brasileira cuja finalidade é ministrar cursos de altos estudos militares para oficiais superiores da Força Aérea do Brasil e ainda para oficiais de nações com relações diplomáticas com o Brasil e também formação para civis.

## História
Sua criação deu-se em 6 de dezembro de 1947, por meio do Decreto Federal n.º 24.203, sediada no Rio de Janeiro. Desde 1984 vem funcionando junto à UNIFA.

## Finalidade e graus de estudos
Sua grade de atribuições está voltada para atualizar o conhecimento dos assuntos referentes ao poder aeroespacial, à guerra aérea e à alta administração da Aeronáutica.